# کایل مک
کایل مک (انگلیسی: Kyle Mack؛ زادهٔ ۶ ژوئیهٔ ۱۹۹۷) ورزشکار اسنوبردسواری اهل ایالات متحده آمریکا است.
وی در مسابقات کشوری و بین‌المللی در مجموع برندهٔ ۴ مدال طلا، ۸ مدال نقره، ۴ مدال برنز شده‌است.